# Puig d’en Poca Son

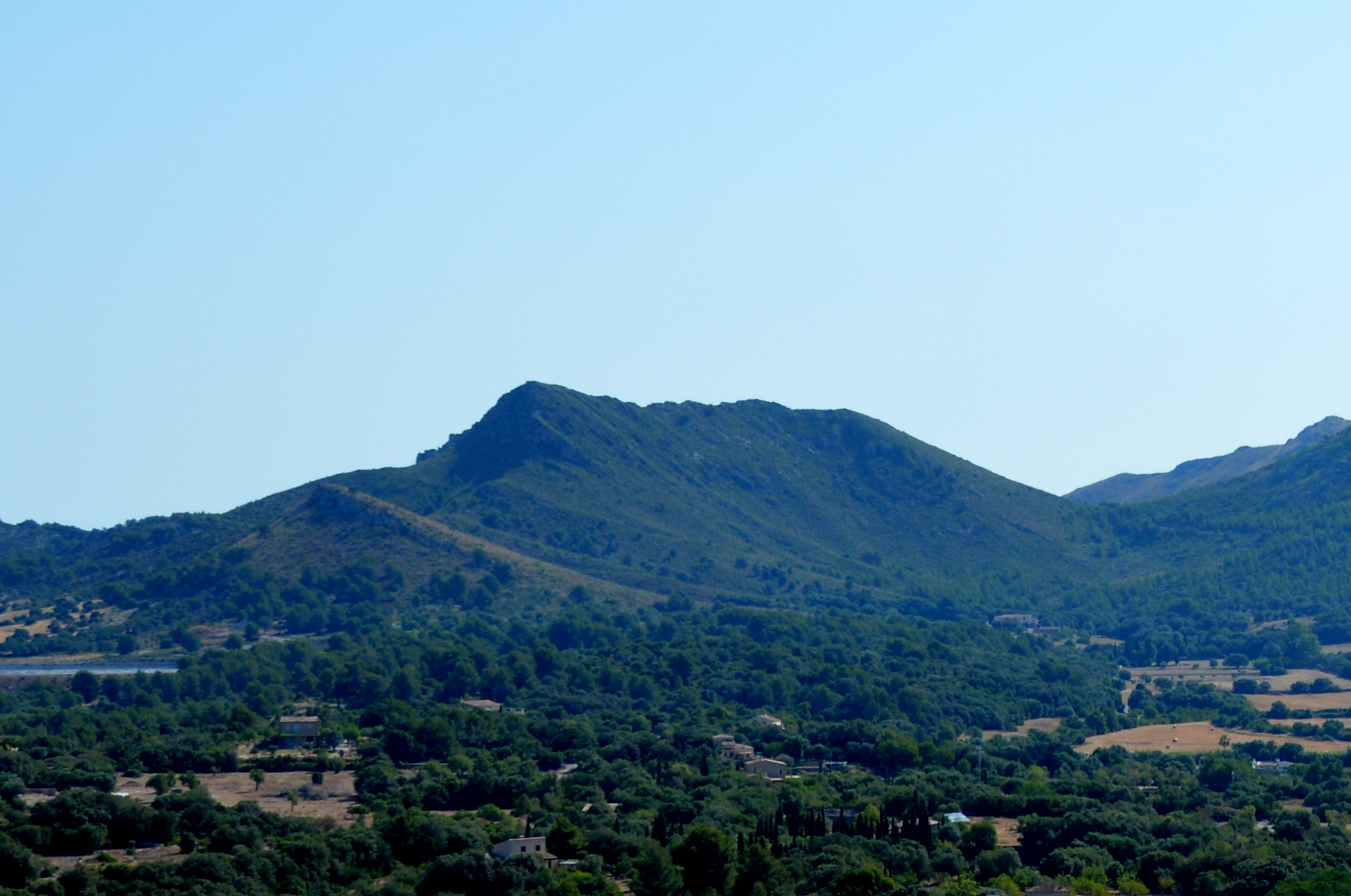
Puig d’en Poca Son, Blick von Artà

Der Puig d’en Poca Son ist ein Berg im Nordosten der spanischen Mittelmeerinsel Mallorca auf dem Gebiet der Gemeinde Artà.
Er gehört zum Bergland von Artà, dem nördlichen Teil der Gebirgskette Serres de Llevant und erreicht eine Höhe von 325 Metern. Der Puig d’en Poca Son liegt östlich von Artà. Südöstlich befindet sich der Puig des Racó mit dem über den Sattel Coll des Racó eine Verbindung besteht. Östlich verläuft von Südwesten nach Nordosten die Straße von Artà nach Cala Torta. Westlich des Gipfels verläuft von Norden nach Süden ein Gebirgspfad.
Der Berg ist Ausgangspunkt mehrerer kleiner nur zeitweilig wasserführender Torrents.

## Quelle
- Karte Mallorca North, Editorial Alpina, SL

Koordinaten: 39° 43′ N, 3° 23′ O